# Caepio
Caepio (eventuell von lateinisch caepa: „Zwiebel“; wahrscheinlicher aber etruskischen Ursprungs mit unbekannter Bedeutung) ist ein römisches Cognomen, welches vor allem als Name einer patrizischen Familie der gens Servilia verbreitet war. Es gehört zu den seltenen Beinamen, die vereinzelt zu Gentilnomen wurden, so z. B. beim Caesarmörder Marcus Iunius Brutus Caepio, der nach seiner Adoption durch seinen Onkel Quintus Servilius Caepio eigentlich Quintus Caepio Brutus hieß, sowie bei Aulus Caepio Crispinus, Suffektkonsul unbekannten Jahres.

## Namensträger
- Fannius Caepio († wohl 23 v. Chr.), römischer Politiker, Verschwörer gegen Augustus
- Gnaeus Servilius Caepio (Konsul 253 v. Chr.), römischer Patrizier
- Gnaeus Servilius Caepio (Konsul 203 v. Chr.) († 174 v. Chr.), römischer Patrizier und Feldherr
- Gnaeus Servilius Caepio (Konsul 169 v. Chr.), römischer Patrizier
- Gnaeus Servilius Caepio (Konsul 141 v. Chr.), römischer Patrizier, Censor 125 v. Chr.
- Quintus Servilius Caepio (Konsul 140 v. Chr.) (um 181 v. Chr.–112 v. Chr.), römischer General und Politiker
- Quintus Servilius Caepio (Konsul 106 v. Chr.) († nach 103 v. Chr.), römischer Politiker
- Quintus Servilius Caepio (Prokonsul 90 v. Chr.) († 90 v. Chr.), römischer Politiker
- Quintus Servilius Caepio (Quästor) (um 97 v. Chr.–67 v. Chr.), römischer Politiker
- Titus Rustius Caepio, Suffektkonsul 173